# Cuarteto de cuerda n.º 12 (Schubert)

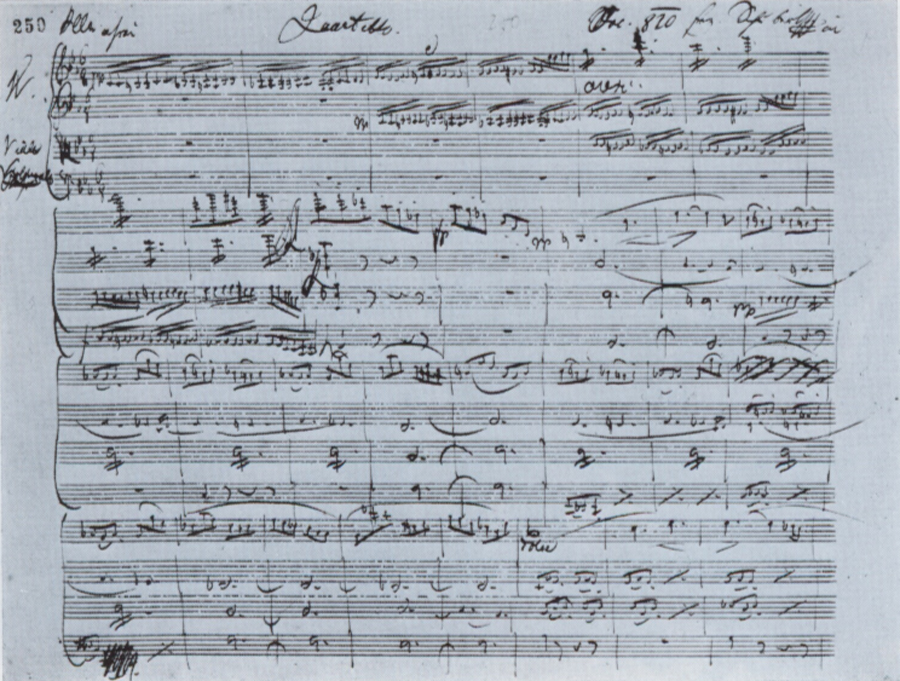
Primera página del manuscrito del Movimiento de cuarteto en do menor, D 703

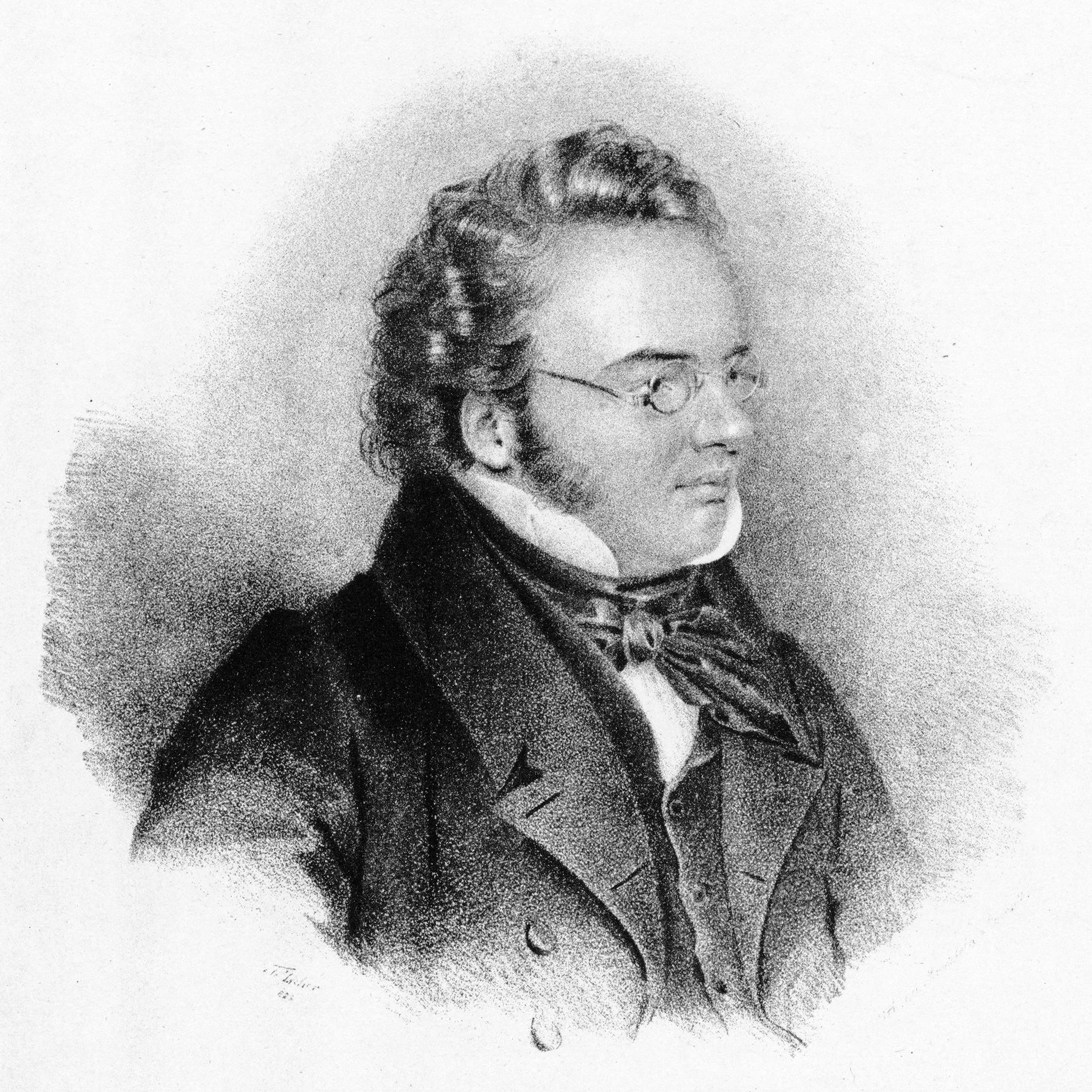
Franz Schubert por Josef Eduard Teltscher

El Movimiento de cuarteto en do menor, D 703 fue compuesto por Franz Schubert en diciembre de 1820 como el primer movimiento, Allegro assai, de un cuarteto de cuerda que nunca llegó a completar. Tras su publicación, no obstante, figura como su "Cuarteto de cuerda n.° 12". (Schubert también compuso los primeros 41 compases del siguiente movimiento, Andante) La obra de nueve minutos se considera un producto temprano de la fase madura de la producción del compositor.

## Composición
Schubert comenzó a trabajar en su duodécimo cuarteto de cuerda a principios de diciembre de 1820, poco después de una "Schubertiada" celebrada en la casa de Ignaz von Sonnleithner el primer día del mes. Fue su primer intento de escribir un cuarteto de cuerda desde que completó el Cuarteto de cuerda n.º 11 en mi mayor, D 353 en 1816.
Después de completar el primer movimiento allegro assai, Schubert escribió la exposición de 41 compases del siguiente movimiento andante antes de abandonar la obra.
Al igual que con la posterior Sinfonía "Inacabada", se ha especulado mucho sobre por qué Schubert dejó la composición incompleta. Una opinión presentada por Bernard Shore es que Schubert lo dejó de lado para seguir alguna otra idea musical y nunca volvió a retomarlo. En ese sentido Javier Arrebola especula que la obra (como varias otras escritas durante el mismo período) fue dejada de lado porque "... aún no representaba el gran salto adelante por el que luchaba". También se ha especulado que la obra fue abandonada porque Schubert, habiendo escrito un primer movimiento poderoso, no pudo componer un siguiente movimiento que fuera efectivo para continuar la obra.
Después de la muerte de Schubert, la partitura manuscrita finalmente pasó a ser propiedad de Johannes Brahms. El Quartettsatz recibió su estreno póstumo muchos años después de su composición, el 1 de marzo de 1867 en Viena, seguido de la publicación de la partitura, editada por Brahms, en 1870.
Durante varios años se creyó que el Quartettsatz era una obra temprana que databa de alrededor de 1814 (quizás por una confusión con el Quartettsatz en Do menor D 103). En 1905, Edmondstoune Duncan escribió sobre la composición que era "... bastante profesional y efectiva, pero tiene poca importancia y solo se menciona por exhaustividad". La opinión posterior, como el comentario de Maurice Brown de que el cuarteto era "... el único movimiento en la obra instrumental de Schubert, antes de la Sinfonía 'Inacabada', que nos prepara para la grandeza que estalla en esa sinfonía", estableció la verdadera importancia de la obra como precursora de los últimos cuartetos de cuerda, que se encuentran entre las mejores obras de Schubert. Cuatro años después del "Quartettsatz", Schubert volvió al género para escribir el Cuarteto n.º 13 Rosamunda, D 804, al que siguió el Cuarteto n.º 14 "La muerte y la doncella", D 810 y el Decimoquinto Cuarteto, D 887.

## Estructura
La composición consta de un solo movimiento en forma sonata marcado como Allegro assai y las interpretaciones normales duran unos nueve minutos.

## Terminaciones contemporáneas
En 2004, el Oregon String Quartet estrenó la formulación de 1990 de Livingston Gearhart del Quartettsatz con el Andante.
El Cuarteto de Cuerda Brentano interpretó el Quartettsatz como parte de su Proyecto Fragmentos en 2012; para esta serie de conciertos, la composición se combinó con una obra titulada Fra(nz)g-mentation del compositor Bruce Adolphe que se basó en los bocetos del Andante de Schubert.